# 砸票
砸票，又稱灌票，是指不記名投票中，某議題的瘋狂愛好者、偶像粉絲或親朋好友、公關公司、幕後黑手等，以一種不尋常投票手段，令該投票題目產生特別高的投票率。例如在手機短訊的投票中，花費大量金錢購買電話卡，發出無數短訊全部投給該特定候選人。在互聯網的選舉，利用按鍵精靈，或其他電腦程式，狂點某選項也是砸票的一種方式。
砸票可以解釋一些不記名投票，其投票率特高的其中一個原因。 

## 相關
- 種票
- 買票
- 灌水
- 街頭签名運動
- 公投